# Anthony Sablan Apuron
Anthony Sablan Apuron (Hagåtña, 1º novembre 1945) è un arcivescovo cattolico statunitense.

## Biografia
Nato nell'isola di Guam nel 1945, studia al Saint Anthony College di Hudson nel New Hampshire e in seguito al Seminario dei Cappuccini di Garrison a New York. Studia poi al Seminario Maryknoll di New York e all'Università di Notre Dame di South Bend nell'Indiana.
È ordinato sacerdote il 26 agosto 1972 per l'Ordine dei frati minori cappuccini.
L'8 dicembre 1983 è nominato vescovo ausiliare di Agaña e vescovo titolare di Muzuca di Bizacena. Riceve la consacrazione episcopale il 19 febbraio 1984 dal vescovo Felixberto Camacho Flores. Il 10 marzo 1986 è elevato arcivescovo di Agaña; prende possesso dell'arcidiocesi l'11 maggio 1986.
Successivamente consente al Cammino neocatecumenale di installarsi a Guam, e ne diventa un promotore.
Nel 2009 è stato oggetto di critiche per una lettera distribuita dalla sua arcidiocesi, in cui si paragona l'attivismo per i diritti gay al terrorismo islamico. Ad oggi Apuron non ha ritrattato tali dichiarazioni.

### Abusi sessuali su minori
Nel maggio del 2016 viene accusato di aver abusato sessualmente di un uomo, Roy Taitague Quintanilla, all'epoca dodicenne, nel 1972, quando era ancora un semplice sacerdote; Apuron nega tali accuse. Tuttavia la vicenda porta alcuni membri di uffici diocesani a dimettersi dai loro incarichi. Il 6 giugno seguente la Santa Sede, su richiesta dello stesso arcivescovo, interviene nominando un amministratore apostolico sede plena nella persona dell'arcivescovo salesiano Savio Hon Tai-Fai, segretario della Congregazione per l'evangelizzazione dei popoli, sospendendo i poteri di Apuron, che continua tuttavia a mantenere il titolo di arcivescovo di Agaña. Il 31 ottobre successivo cessa l'incarico dell'amministratore apostolico e viene nominato un arcivescovo coadiutore, Michael Jude Byrnes, con il compito di guidare l'arcidiocesi con la totalità delle facoltà di arcivescovo ordinario.
Successivamente Apuron viene accusato di altri abusi sessuali, sempre contro chierichetti, e quindi anche da un suo nipote, all'epoca adolescente.
Il 16 marzo 2018 il Tribunale apostolico della Congregazione per la dottrina della fede, a conclusione del processo canonico, ha dichiarato Apuron colpevole di alcune delle accuse. Pochi giorni dopo l'arcivescovo Byrnes ha trasmesso le sue più profonde scuse alle vittime «per i tremendi danni inflitti ad ognuno di voi dal vescovo Apuron e dall'Arcidiocesi di Agaña».
Dopo il processo d'appello, in cui la sentenza di colpevolezza è stata confermata, il 7 febbraio 2019 gli sono state imposte come pene la perdita dell'ufficio di arcivescovo di Agaña, il divieto perpetuo di risiedere nel territorio dell'arcidiocesi e il divieto perpetuo di fruire delle insegne episcopali.

## Genealogia episcopale
La genealogia episcopale è:
- Cardinale Scipione Rebiba
- Cardinale Giulio Antonio Santori
- Cardinale Girolamo Bernerio, O.P.
- Arcivescovo Galeazzo Sanvitale
- Cardinale Ludovico Ludovisi
- Cardinale Luigi Caetani
- Cardinale Ulderico Carpegna
- Cardinale Paluzzo Paluzzi Altieri degli Albertoni
- Papa Benedetto XIII
- Papa Benedetto XIV
- Cardinale Enrico Enriquez
- Arcivescovo Manuel Quintano Bonifaz
- Cardinale Buenaventura Córdoba Espinosa de la Cerda
- Cardinale Giuseppe Maria Doria Pamphilj
- Papa Pio VIII
- Papa Pio IX
- Cardinale Alessandro Franchi
- Cardinale Giovanni Simeoni
- Cardinale Antonio Agliardi
- Cardinale Basilio Pompilj
- Cardinale Adeodato Piazza, O.C.D.
- Cardinale Luigi Raimondi
- Arcivescovo Felixberto Camacho Flores
- Arcivescovo Anthony Sablan Apuron, O.F.M.Cap.